# 程步涛
程步涛（1946年或1949年—），笔名白汐，男，河北广宗人，中国诗人，曾任解放军文艺出版社政治委员、社长，中国诗歌学会副会长兼秘书长。